# Milseburg
Milseburg é um vulcão extinto e a maior montanha da parte meridional das Montanhas Rhön, em Hesse, Alemanha. A montanha está localizada ao leste de Fulda, próximo as vilas de Kleinsassen e Danzwiesen. A nascente do rio Bieber está localizada no lado sul de Milseburg. Coordenadas: 50° 32′ 42″ N, 9° 53′ 53″ L
Alexander von Humboldt chamou Milseburg de "A mais bela montanha da Alemanha".